# Ryūnosuke Sugawara
Ryūnosuke Sugawara (japanisch 菅原 龍之助 Sugawara Ryūnosuke; * 28. Juli 2000 in Ishinomaki) ist ein japanischer Fußballspieler.

## Karriere
Sugawara erlernte das Fußballspielen in der Jugendmannschaft des Minato SSC sowie im Nachwuchs des damaligen Erstligisten Vegalta Sendai und debütierte für dessen Profimannschaft am 18. April 2018 beim Ligapokalspiel gegen Albirex Niigata (1:3). Dies blieb jedoch sein einziges Pflichtspiel für den Verein und im folgenden Jahr nahm ihn dann die Mannschaft der Sanno University aus Isehara unter Vertrag. Drei Jahre später kehrte Sugawara dann leihweise zu Vegalta Sendai in die zweite Liga zurück. Nach der Ausleihe wurde Sugawara am 1. Februar 2023 fest von Sendai unter Vertrag genommen. Im Februar 2025 wechselte Sugawara auf Leihbasis zum Drittligisten Tochigi SC.